# Icaraíma
Icaraíma är en kommun i Brasilien.   Den ligger i delstaten Paraná, i den södra delen av landet, 1 000 km sydväst om huvudstaden Brasília. Antalet invånare är 8 839.
Trakten runt Icaraíma består i huvudsak av gräsmarker. Runt Icaraíma är det glesbefolkat, med 15 invånare per kvadratkilometer.